# عقد اشتقاقي

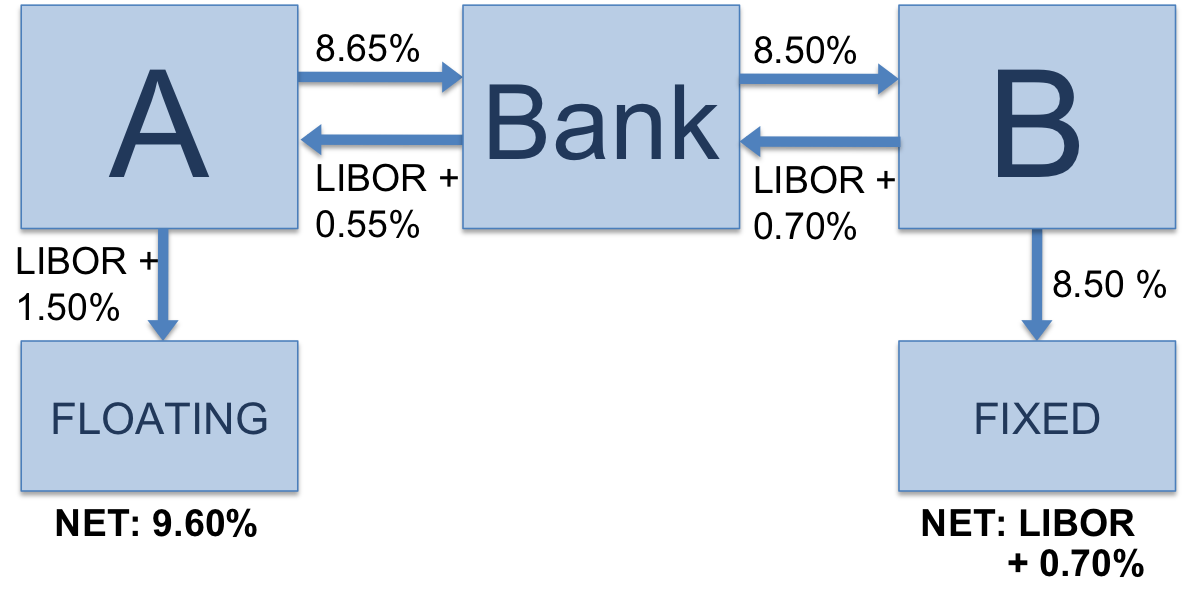

العقد الاشتقاقي أو المشتقة هو أداة مالية تستمد قيمتها من قيمة الكيانات الأساسية مثل الأصول أو المؤشرات أو معدل الفائدة؛ فلا يحتوي على قيمة فعلية في حد ذاته. وتشتمل معاملات العقود الاشتقاقية على مجموعة متنوعة من العقود المالية، ومن بينها التزامات وودائع القرض المهيكل، وعقود المقايضات، والعقود المستقبلية، والعقود الاختيارية، وعقود مبادلة الأوراق المالية ذات معدل الفائدة المتغير وغير المقيد، ومقايضة أموال بسعر فائدة ثابت بأموال بسعر فائدة عائم ذي حدّ أعلى وحدّ أدنى، وعقود المبادلة المختلطة والعقود الآجلة، فضلًا عن مجموعات مختلفة من هذه الأنواع.

## حجم السوق
ولأخذ فكرة حول حجم السوق المشتقة، ذكرت مجلة الإيكونوميست (The Economist) أنه اعتبارًا من يونيو 2011، بلغت قيمة العقود الاشتقاقية غير المدرجة في البورصة (OTC) حوالي 700 تريليون دولار، وبلغ إجمالي التداولات في حجم السوق المدرجة في بورصات التبادل المباشر مبلغًا إضافيًا قدره 83 تريليون دولار. ومع ذلك، تمثل هذه القيم الواردة قيمًا "نظرية"، ويذكر بعض الاقتصاديين أن هذه القيمة تزيد بشكل كبير عن قيمة السوق ومخاطر الائتمان الحقيقية التي تواجهها الأطراف المعنية. فعلى سبيل المثال، في عام 2010، بينما تجاوز مجموع العقود الاشتقاقية المدرجة في البورصة مبلغ 600 تريليون دولار، قدرت قيمة السوق بأقل من 21 تريليون دولار بكثير. وقدرت المخاطر الائتمانية المكافئة لعقود المشتقات المالية بمبلغ 3.3 تريليون دولار.
ومع ذلك، لا تزال هذه الأرقام المنخفضة تمثل مبالغ ضخمة من الأموال. وبحسب وجهة نظر معينة، بلغت ميزانية الإنفاق الإجمالي لحكومة الولايات المتحدة خلال عام 2012 مبلغ 3.5 تريليون دولار، وفي نفس الوقت، تقدر إجمالي القيمة الحالية لسوق الأوراق المالية الأمريكية 23 تريليون دولار. كذلك، بلغ إجمالي الناتج المحلي السنوي العالمي حوالي 65 تريليون دولار.

## عمليا
من الناحية العملية، يرمز مصطلح المشتقات إلى عقد (قانون) يبرم بين طرفين؛ والذي يحدد الشروط التي يلتزم بها المتعاقدون (وبخاصة التواريخ والقيم الناتجة وتعريفات المتغيرات الأساسية والالتزامات التعاقدية للطرفين والمبلغ المفترض)، وبموجبه يجب أن تتم المدفوعات بين طرفي العقد. ومن الأصول محل العقد الأكثر شيوعًا السلع والأسهم والسندات ومعدلات الفائدة والعملات.
هناك مجموعتان من العقود الاشتقاقية: المشتقات بورصات التبادل عبر شبكات الاتصال (OTC) والتي تُتَداول خصوصًا مثل المقايضات المالية التي لا تذهب عن طريق بورصات التبادل المباشر أو أي وسيط آخر، والعقود الاشتقاقية المتداولة في البورصة (ETD) التي تُتداول في بورصات التبادل المباشر للعقود الاشتقاقية المتخصصة أو غيرها من البورصات الأخرى.
وتعد العقود الاشتقاقية أكثر شيوعًا في العصر الحديث، غير أن أصولها تعود إلى عدة قرون مضت. ومن أقدم العقود الاشتقاقية عقود رايس المستقبلية، والتي كان تُتداول في أسواق صرف دوجييما رايس منذ القرن الثامن عشر. وتُصنف العقود الاشتقاقية على نطاق واسع من حيث العلاقة بين الأصل محل العقد والعقد الاشتقاقي (مثل العقد الآجل والعقد الاختياري والمقايضة المالية)؛ ونوع الأصل محل العقد (مثل مشتقات الأسهم أو العقود الاشتقاقية لتداولات العملات الأجنبية أو العقود الاشتقاقية لمعدل الفائدة أو العقود الاشتقاقية للسلع أو المشتقات الائتمانية)؛ والسوق الذي يُتداول فيه (بورصات التبادل المباشر التبادل عبر شبكات الاتصال); وبيانات الدفع الخاصة بها.